# Bâtiment Paul-Henri Spaak
Le bâtiment Paul-Henri-Spaak (PHS) est un lieu de travail du Parlement de l'Union européenne à Bruxelles. Inauguré en 1993, il a coûté 303 millions d’euros. Il est, avec le bâtiment Louise-Weiss à Strasbourg (siège officiel du Parlement), et les services administratifs localisés à Luxembourg, l'un des trois lieux de travail du Parlement européen.
Il est relié par le pont Konstantinos Karamanlis au bâtiment Altiero Spinelli. Il est également parfois surnommé le « Caprice des Dieux » en raison de sa forme qui ressemble à la boite de fromage du même nom et des circonstances liées à sa construction. Il fait partie du complexe de bâtiments parlementaires de Bruxelles dénommé « Espace Léopold ».

## Origine du nom
Son nom actuel, adopté en 1999, est celui de Paul-Henri Spaak, l'un des pères de l'Europe.

## Architecture
Le bâtiment Paul-Henri-Spaak fait partie de l'espace Léopold, un complexe de bâtiments construits de style postmoderne entre 1989 et 1994. Il a été l'objet d'un concours organisé par l'association des Architectes du CIC et remporté par l'architecte Michel Boucquillon en 1988, à l'âge de 26 ans. Ce dernier en a la paternité et les droits d'auteur reconnus par le Parlement européen. L'association des Architectes du CIC était composée par les bureaux CRV, CDG, Bontinck et Vanden Bossche.

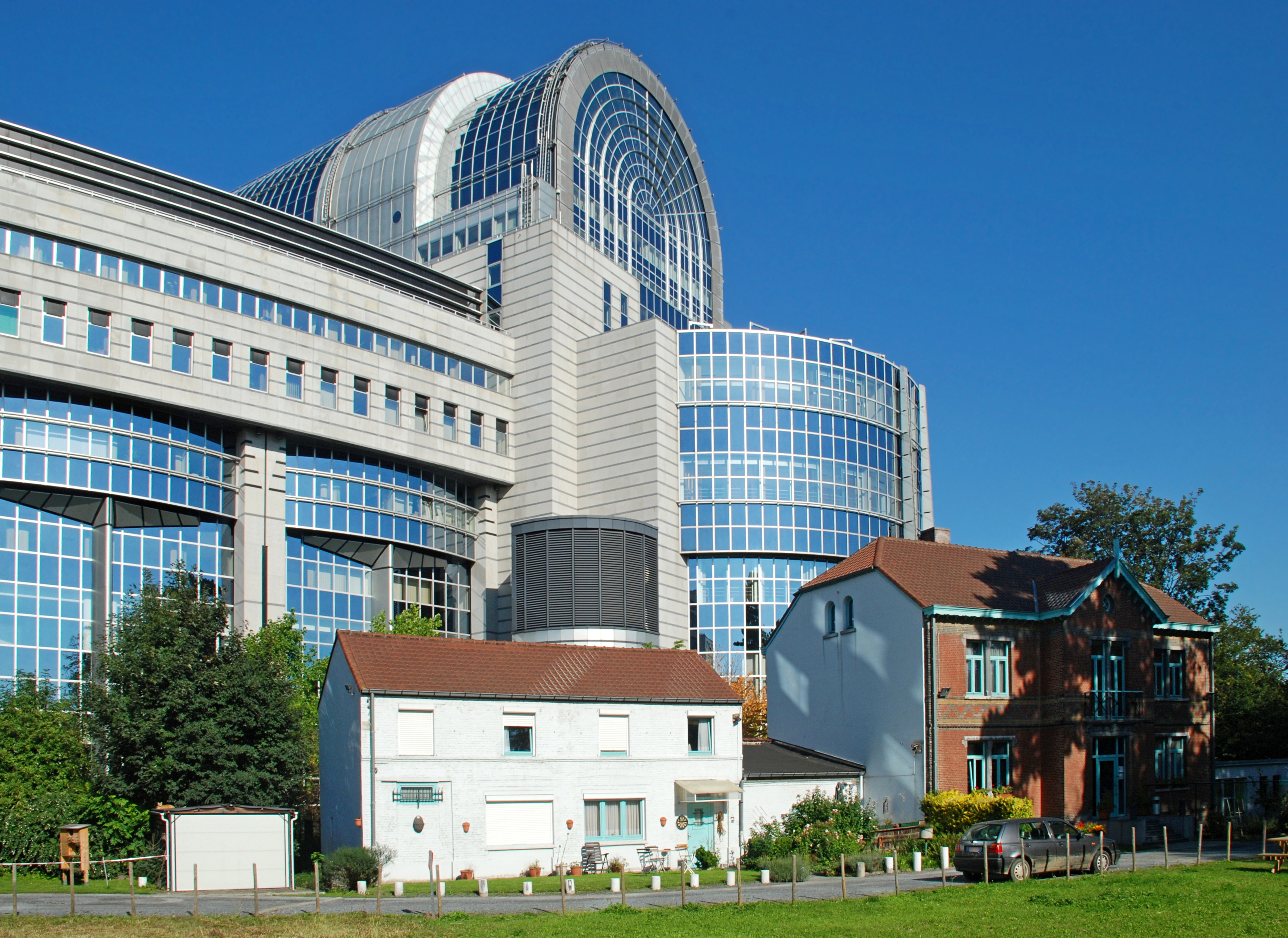
Vue sur l'arrière du bâtiment Paul-Henri Spaak depuis le Parc Léopold.

Il est le plus imposant et, à l'arrière, émerge des arbres du parc Léopold.
Avec son toit de verre en forme de cylindre, sa ressemblance avec le Crystal Palace et avec l'entrée nord de la Halle Bordiau du Parc du Cinquantenaire, le bâtiment est surnommé par les Bruxellois le « Caprice des Dieux », de par sa ressemblance avec la boîte du fromage du même nom.
Depuis 2017, des problèmes de conceptions et un vieillissement prématuré font que le bâtiment nécessite une rénovation étendue, voire sa reconstruction. Un projet de rénovation par une équipe d'architectes européens est envisagé en 2022, son coût est estimé à 500 millions d'euros mais les délais et coûts exacts de ce lourd chantier et coûteux ne sont pas encore connus.

## Services
Le bâtiment Paul-Henri Spaak (PHS) abrite l'hémicycle des sessions plénières qui ont lieu à Bruxelles, un centre de presse et les bureaux du Président du Parlement et des équipes supérieures.

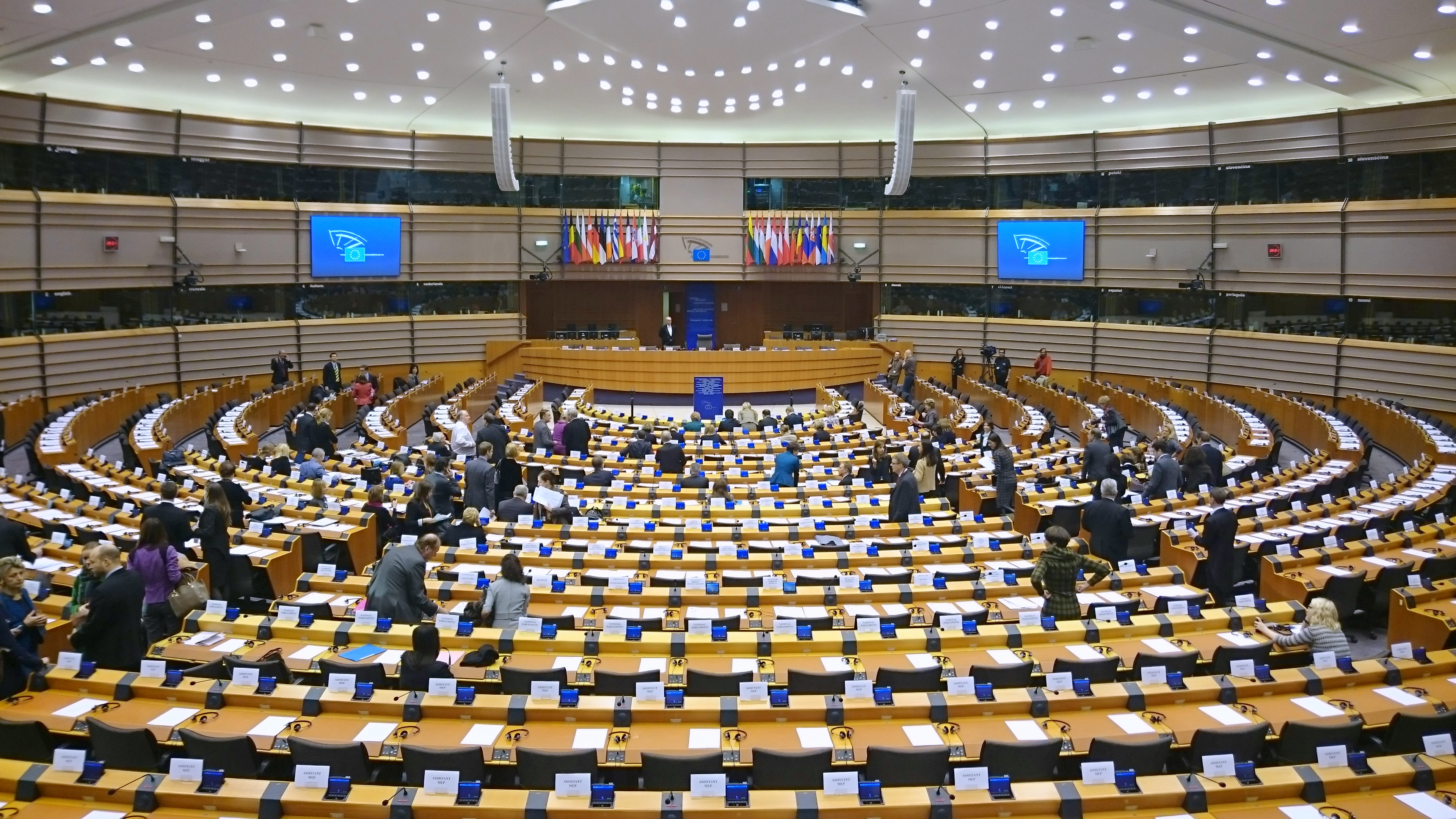
Hémicycle du Parlement européen à Bruxelles.

## Compléments